# Jakob Erle
Jakob Martin Erle (født 13. maj 1950) er en dansk politiker, der er kandidat til Europa-Parlamentet for Det Radikale Venstre, og som tidligere repræsenterede Venstresocialisterne. Erle er stifter af og direktør for NGO'en International Academy for Education and Democracy.
Jakob Erle, der har jødiske aner, er uddannet mag.art. og har virket som højskolelærer. Han sad i 1970'erne i Danske Studerendes Fællesråds redaktionskomité.
Fra 1977 til 1986 var Jakob Erle et ledende medlem af VS, sad i hovedbestyrelsen og var bl.a. kandidat til Københavns Borgerrepræsentation. I 1980 var Erle sammen med Anne Grethe Holmsgaard fra Mellemøstudvalget og Lone Johnsen fra Internationalt Udvalg deltager i en delegation til Mellemøsten, hvor VS underskrev en samarbejdserklæring med Folkefronten til Palæstinas Befrielse, der senere er kommet på USA og EUs terrorlister. På et hovedbestyrelsesmøde i VS 26.-28.oktober 1980 foreslog Jakob Erle og Anne Grete Holmsgaard, at man skulle styrke kontakten med PFLP, hvilket "gled igennem uden diskussion".
I fælleserklæringen hedder det blandt andet "VS og PFLP er enige om, at der hverken kan findes en løsning på det palæstinensiske eller på det jødiske spørgsmål uden et totalt opgør med den zionistiske bevægelse og med Israel." og "...[VS må] også prioritere indsamlingsarbejde til støtte for PFLP." Til en avisartikel i 2001 udtalte Erle. "I dag tager jeg naturligvis afstand fra fælleserklæringen. Det er ikke behagelig læsning. Vi var langt ude."
Han var medlem af SF fra 1987 til 1990. Erle var medstifter af Føderalistklubben i 1992 og er medlem af Nyt Europa.
Han har tidligere været radikal folketingskandidat i Års, Nordjylland. 